# Алгебра Кліфорда
Алгебра Кліфорда — це унітарна асоціативна алгебра, що містись і утворена за допомогою векторного простору V з квадратичною формою Q. Її можна розглядати як одне з можливих узагальнень комплексних чисел та кватерніонів.
Теорія алгебр Кліфорда тісно пов'язана з теорією квадратичних форм і ортогональних перетворень. Алгебра Кліффорда має важливі додатки в різних областях, в тому числі геометрії та теоретичної фізики. Вона названа на честь англійського математика Вільяма Кліфорда.

## Визначення
Якщо {\displaystyle V} — векторний простір над полем {\displaystyle K}, та {\displaystyle q:V\to K} — квадратична форма на {\displaystyle V}. Алгебра Кліфорда (асоційована із парою {\displaystyle (V,q)}) - це унітальна {\displaystyle K}-алгебра із одиницею {\displaystyle T(V)/I(q),} де {\displaystyle T(V)=\sum _{r=0}^{\infty }\otimes ^{r}V} - тензорна алгебра простору {\displaystyle V} та {\displaystyle I(q)} - двохсторонній ідеал, породжений елементами виду {\displaystyle v\otimes v-q(v)\cdot 1} для усіх {\displaystyle v\in V.} Позначається {\displaystyle C(V,q)} або просто {\displaystyle C(V).}
Композиція мономорфізму {\displaystyle i:V=\otimes ^{1}V\subset T(V)} та натуральної проекції {\displaystyle p:T(V)\to C(V)} задає відображення {\displaystyle j:V\hookrightarrow C(V).} Відтак, алгебра {\displaystyle C(V)} породжується одиницею {\displaystyle 1\in K} та векторним простором {\displaystyle V}; для усіх {\displaystyle v\in V} при цьому справджується рівність {\displaystyle v\cdot v=q(v)\cdot 1,} яку можна переписати у вигляді {\displaystyle v\cdot w+w\cdot v=2q(v,w),} де {\displaystyle 2q(v,w)=q(v+w)-q(v)-q(w)} є поляризацією квадратичної форми {\displaystyle q.}
Лінійне відображення {\displaystyle \ell :V\to A} векторного простору {\displaystyle V} в унітальну асоційовану {\displaystyle K}-алгебру {\displaystyle A,} для якого справджуюється рівність {\displaystyle \ell (v)\cdot \ell (v)=q(v)\cdot 1} для усіх {\displaystyle v\in V,} єдиним чином продовжується до гомоморфізму {\displaystyle K}-алгебр {\displaystyle {\tilde {\ell }}:C(V)\to A.} Алгебра {\displaystyle C(V)} є єдиною асоціативною {\displaystyle K}-алгеброю, яка має дану властивість. 

### Квантування зовнішньої алгебри
Якщо q = 0, тоді алгебра Кліфорда C(V,q) є зовнішньою алгеброю Λ(V). Для ненульових q існує канонічний лінійний ізоморфізм між Λ(V) та Cℓ(V,q). Що є ізоморфізмом векторних просторів, але з не однаковими операціями множення. Множення Кліфорда є багатшим за зовнішній добуток, оскільки враховує інформацію з q.

## Універсальна властивість і побудова
Алгебра Кліфорда Cℓ(V,Q) — унітарна асоціативна алгебра над K з лінійним відображенням i : V → Cℓ(V,Q) що задовольняє умові i(v)2 = Q(v)1 для всіх v ∈ V, визначена наступною універсальною властивістю:
якщо задана асоціативна алгебра A над K та лінійне відображення j : V →  A таке що j(v)2 = Q(v)1 для всіх v ∈ V (де 1 означає одиницю в A),
тоді існує єдиний гомоморфізм алгебр f : Cℓ(V,Q) → A такий, що наступна діаграма є є комутативною (тобто, f o i = j):
Алгебра Кліфорда, як описано вище, завжди існує й може бути побудована так: у найзагальнішій алгебрі, що містить V, а саме в тензорній алгебрі T(V), виберемо фактор-кільце двосторонніх ідеалів IQ, утворене всіма елементами виду
{\displaystyle v\otimes v-Q(v)1,\qquad \forall v\in V.}
Тобто Cℓ(V,Q) = T(V)/IQ.
Очевидно, що Cℓ(V,Q) містить V і задовольняє універсальній властивості, отже, є єдиною з точністю до ізоморфізму.

## Базис і розмірність
Якщо {e1,…,en} є базисом в V, тоді набір добутків
{\displaystyle \{e_{i_{1}}\cdot e_{i_{2}}\cdot \ldots \cdot e_{i_{k}}:1\leq i_{1}<i_{2}<\cdots <i_{k}\leq n,0\leq k\leq n\}}
є базисом в Cℓ(V,Q). Порожній добуток (k = 0) визначимо як одиничний елемент. Для кожного значення k є число комбінацій з n по k базисних елементів, тому загальна розмірність алгебри Кліфорда
{\displaystyle \dim C\ell (V,Q)=\sum _{k=0}^{n}{n \choose k}=2^{n}.}
Виберемо тільки такі базиси, які ортогональні відповідно до Q:
{\displaystyle \langle e_{i},e_{j}\rangle =0\qquad i\neq j,}
тобто:
{\displaystyle e_{i}e_{j}=-e_{j}e_{i}\qquad i\neq j.\,}
Якщо характеристика поля не рівна 2, тоді ортогональний базис для V існує, і можна поширити квадратичну форму Q на Cℓ(V,Q), вимагаючи, щоб елементи {\displaystyle e_{i_{1}}e_{i_{2}}\cdots e_{i_{k}}} були ортогональними, якщо відповідні {ei} є ортогональними. Також визначимо:
{\displaystyle Q(e_{i_{1}}e_{i_{2}}\cdots e_{i_{k}})=Q(e_{i_{1}})Q(e_{i_{2}})\cdots Q(e_{i_{k}}).}
Тобто, ортогональний базис V розширюється до ортогонального базиса Cℓ(V,Q). Квадратична форма визначена вище, насправді, буде незалежною від вибору базиса.

## Приклади
Найважливішими алгебрами Кліфорда є ті, що побудовані на дійсних чи комплексних векторних просторах з невиродженими квадратичними формами. Геометрична інтерпретація таких алгебр відома як геометрична алгебра[джерело?].
Невироджена квадратична форма дійсного векторного простору приводиться до діагональної форми:
{\displaystyle Q(v)=v_{1}^{2}+\cdots +v_{p}^{2}-v_{p+1}^{2}-\cdots -v_{p+q}^{2}}
де n = p + q є розмірністю простору. Пара чисел (p, q) називається сигнатурою квадратичної форми. Такі дійсні векторні простори позначають Rp,q. Алгебра Кліфорда породжена Rp,q позначається Cℓp,q(R). 
Символ 
Cℓn(R) 
означає або
Cℓn,0(R)
або
Cℓ0,n(R).
Ортонормований базис {ei} в Rp,q складається з p векторів з нормою +1 та q векторів з нормою −1. Алгебра Cℓp,q(R) тому матиме p векторів з квадратами +1 та q векторів з квадратами −1.
Зокрема Cℓ0,0(R) природно ізоморфна до R, оскільки немає ненульових векторів. Cℓ0,1(R) двовимірна алгебра утворена єдиним вектором e1 з квадратом −1, і тому ізоморфна до C, поля комплексних чисел. Алгебра Cℓ0,2(R) чотиривимірна алгебра утворена векторами {1, e1, e2, e1e2}. Останні три елементи мають квадрат −1 і є антикомутативними, тобто алгебра ізоморфна до кватерніонів H. Наступна алгебра Cℓ0,3(R) є восьми-вимірною алгеброю, ізоморфною до прямої суми H ⊕ H, яку називають спліт-бікватерніонами.
Невироджена квадратична форма векторного векторного простору приводиться до діагональної форми:
{\displaystyle Q(z)=z_{1}^{2}+z_{2}^{2}+\cdots +z_{n}^{2}}
де n = dim V, тобто є одна алгебра Кліфорда кожної розмірності. Позначається як Cℓn(C) і може бути отримана «комплексифікацією» алгебри Cℓp,q(R) де n = p + q:
{\displaystyle C\ell _{n}(\mathbb {C} )\cong C\ell _{p,q}(\mathbb {R} )\otimes \mathbb {C} \cong C\ell (\mathbb {C} ^{p+q},Q\otimes \mathbb {C} )}.
де Q — дійсна квадратична форма сигнатури (p,q). Комплексифікація не залежить від сигнатури.
Перші декілька прикладів:
Cl0(C) = C
Cl1(C) = C ⊕ C
Cl2(C) = M2(C)
де M2(C) — алгебра матриць 2×2 над C.
Довільна алгебра Cℓp,q(R) та Cℓn(C) є ізоморфною матричній алгебрі в R, C, чи H або прямій сумі двох таких алгебр.